# Wilhelm Ziegenfuß
Wilhelm Ziegenfuß (* 24. März 1913 in Castrop; † 24. Mai 1986 in Xanten) war ein deutscher Landwirt und SPD-Abgeordneter im Landtag von Nordrhein-Westfalen.

## Lebenslauf
Ziegenfuß wurde am 24. März 1913 im 1926 gebildeten Castrop-Rauxel geboren. Nach dem Besuch der bäuerlichen Werkschule besuchte er die Bauernhochschulen in Hülchrath und Warin. Anschließend arbeitete er als selbstständiger Landwirt in Didersdorf/Lothringen. Nach Kriegsende erfolgte die Ausweisung und er ließ sich 1945 wiederum als selbstständiger Landwirt in Mörmter nieder. Er starb am 24. Mai 1986.
Wilhelm Ziegenfuß war verheiratet und hatte vier Kinder.

## Politische Karriere
Ziegenfuß war stellvertretender Vorsitzender der SPD Xanten-Wardt, Vorstandsmitglied der SPD im Kreis Moers und Mitglied des Bezirksausschusses der SPD Niederrhein. Ab Oktober 1964 war er Gemeindevertreter in Wardt und Fraktionsvorsitzender. Im Jahr 1964 wurde er Mitglied des Kreistags Moers. Weiterhin war er als Mitglied im Landesbeirat für Immissionsschutz tätig.
Im Jahr 1966 wurde er direkt in seinem Wahlkreis 043 Moers III als Mitglied des 6. NRW-Landtags gewählt. Sein Mandat bekleidete er vom 24. Juli 1966 bis 25. Juli 1970. In der 7. Wahlperiode rückte er am 7. Juli 1972 nach und war bis zum 27. Mai 1975 erneut Mitglied.